# Sân bay Ruben Cantu
Sân bay Ruben Cantu (IATA: SYP, ICAO: MPSA) là một sân bay ở Santiago de Veraguas ở Veraguas của Panama. Đây là một sân bay hỗn hợp dân sự và quân sự. Sân bay Ruben Cantu có một đường cất hạ cánh dài 1200 m có bề mặt asphalt.

## Các hãng hàng không và các tuyến điểm
- Aeroperlas (Panama-Albrook, Bocas Town, Chitré)
- Air Panama (Panama-Albrook, David, Bahia Piñas)

## Các điểm đến dự kiến
- Grupo Taca (San Salvador)